# Marco Alba
Marco Aurélio Soares Alba (Gravataí, 15 de novembro de 1958) é um político brasileiro, filiado ao Partido do Movimento Democrático Brasileiro (PMDB).

## Biografia
Marco Aurélio Soares Alba é formado em direito. Começou na vida pública aos 20 anos, em 1979, como auxiliar de topografia, na Prefeitura de Gravataí. Em 1982, aos 23 anos, elegeu-se vereador pela primeira vez.
Na Câmara de Vereadores, foi relator da Lei Orgânica Municipal, reconhecida como modelo de legislação voltada ao interesse coletivo e, por reconhecimento dos demais vereadores, presidiu o Legislativo municipal (1990-1991). Ainda no âmbito municipal, foi secretário Municipal de Indústria e Comércio (1985-1988).
Foi duas vezes secretário de Estado. Inicialmente, foi chefe de gabinete da Secretaria Estadual do Trabalho, Cidadania e Assistência Social (SETCAS). Em 1995, foi nomeado secretário substituto e, após, titular da SETCAS. No ano seguinte, coordenou o escritório político do então Ministro dos Transportes Eliseu Padilha. Também foi conselheiro da Trensurb, entre 1998 e 2002.
Elegeu-se deputado estadual pela primeira vez em 2002, com 27.452 votos, sendo reeleito em 2006 com 52.147 votos. Em 2007, assumiu a Secretaria Estadual de Habitação, Saneamento e Desenvolvimento, função que representou uma oportunidade de trabalhar de forma direta na execução de políticas públicas que garantiram o desenvolvimento do Estado e a qualidade de vida dos gaúchos. 
Em 2010, foi escolhido por 82.269 gaúchos para a Assembleia Legislativa, sendo a segunda maior votação entre os deputados estaduais. No último mandato, foi presidente da Comissão de Constituição e Justiça, considerada a mais importante do parlamento gaúcho. Participou ainda das Comissões do Mercosul e Assuntos Internacionais e de Economia e Desenvolvimento Sustentável.
Ainda em 2010, foi um dos Deputados Estaduais do Rio Grande do Sul que votou a favor do aumento de 73% nos próprios salários em dezembro, fato esse que gerou uma música crítica chamada "Gangue da Matriz" composta e interpretada pelo músico Tonho Crocco, que fala em sua letra os nomes dos 36 deputados (inclusive o de Marco Alba) que foram favoráveis a esse autoconcedimento salarial; Giovani Cherini como presidente da Assembleia Legislativa do Rio Grande do Sul na ocasião entrou com uma representação contra o músico, Cherini falou que era um crime contra honra e o título era extremamente agressivo e fazia referência a criminosos que mataram o jovem Alex Thomas, na época Adão Villaverde que se tornou o sucessor na presidência da Assembleia Legislativa, expressou descontentamento discordando da decisão de Cherini, mas em agosto do mesmo ano o próprio Giovani Cherini ingressou com petição pedindo o arquivamento contra o músico com a alegação que não era vítima no processo (seu nome não aparecia na letra, pois como presidente do parlamento gaúcho na ocasião não podia votar) e que defendia a liberdade de expressão, na época Tonho recebeu apoio de uma loja que espalhou 20 outdoors pela capital Porto Alegre e também imenso apoio por redes sociais.
Em outubro de 2012, Marco Alba foi eleito prefeito de Gravataí. Em 2016, concorreu à reeleição, mas foi derrotado por Daniel Bordignon. Deixou a prefeitura em 1 de janeiro de 2017, quando foi sucedido pelo presidente da Câmara Municipal, vereador Nadir Rocha, que assumiu o Executivo após Daniel ser declarado inelegível. Marco Alba foi reeleito prefeito na eleição suplementar ocorrida em 12 de março de 2017 ao vencer Rosane Bordignon, esposa de Daniel.